# Xe législature du royaume d'Italie
La Xe législature du royaume d'Italie (en italien : La X Legislatura del Regno d'Italia) est la législature du royaume d'Italie qui a été ouverte le 22 mars 1867 et qui s'est fermée le 2 novembre 1870. 

## Gouvernements
- Gouvernement Ricasoli II
  - Du 20 juin 1866 au 10 avril 1867
  - Président du conseil des ministres : Bettino Ricasoli (Droite historique)
- Gouvernement Rattazzi II
  - Du 10 avril 1867 au 27 octobre 1867
  - Président du conseil des ministres : Urbano Rattazzi (Gauche historique)
- Gouvernement Menabrea I
  - Du 27 octobre 1867 au  5 janvier 1868
  - Président du conseil des ministres : Federico Luigi, comte de Menabrea (Droite historique)
- Gouvernement Menabrea II
  - Du 5 janvier 1868 au 13 mai 1869
  - Président du conseil des ministres : Federico Luigi, comte de Menabrea (Droite historique)
- Gouvernement Menabrea III
  - Du 13 mai 1869 au 14 décembre 1869
  - Président du conseil des ministres : Federico Luigi, comte de Menabrea (Droite historique)
- Gouvernement Lanza
  - Du 14 décembre 1869 au 10 juillet 1873
  - Président du conseil des ministres : Giovanni Lanza (Droite historique)

## Président de la chambre des députés
- Adriano Mari
  - Du 22 mars 1867 au 27 octobre 1867
- Giovanni Lanza
  - Du 16 décembre 1867 au 8 août 1868
- Adriano Mari
  - Du 25 novembre 1868 au 14 août 1869
- Giovanni Lanza
  - Du 18 novembre 1869 au 15 décembre 1869
- Giuseppe Biancheri
  - Du 12 mars 1870 au 2 novembre 1870

## Président du sénat
- Gabrio Casati
  - Du 22 mars 1867 au 2 novembre 1870